# Vidrodjennea, Kirovske
Vidrodjennea (în ucraineană Відродження) este un sat în comuna Zolote Pole din raionul Kirovske, Republica Autonomă Crimeea, Ucraina.

## Demografie
Componența lingvistică a localității Vidrodjennea
     Rusă (66,46%)
     Tătară crimeeană (20,87%)
     Ucraineană (10,43%)
     Belarusă (1,49%)
     Alte limbi (0,12%)
Conform recensământului din 2001, majoritatea populației localității Vidrodjennea era vorbitoare de rusă (66,46%), existând în minoritate și vorbitori de tătară crimeeană (20,87%), ucraineană (10,43%) și belarusă (1,49%).